# PepsiCo
PepsiCo, Inc. (estilizada como PEPSICO) é uma empresa transnacional estadunidense de alimentos, lanches e bebidas com sede em Purchase, Nova York. A PepsiCo tem interesse na fabricação, comercialização e distribuição de lanches à base de grãos, bebidas e outros produtos. A PepsiCo foi formada em 1965 com a fusão da Pepsi-Cola Company e da Frito-Lay, Inc. Desde então, a empresa expandiu seu produto homônimo Pepsi para uma gama mais ampla de marcas de alimentos e bebidas, incluindo a aquisição da Tropicana Products em 1998 e da Quaker Oats em 2001, que adicionou a marca Gatorade à sua carteira de produtos.
Em janeiro de 2021 possuía 23 marcas, distribuídas em mais de 200 países, com mais de US$ 1 bilhão em vendas, resultando em receita superior a US$ 70 bilhões ao ano.
Com base na receita líquida, a PepsiCo é o segundo maior negócio de alimentos e bebidas do mundo. Dentro da América do Norte, a PepsiCo é a maior empresa do ramo de alimentos e bebidas por receita líquida.
Em 2021 possuía aproximadamente 309,000 empregados e uma receita combinada de 79 bilhões de dólares.
Desde 2018 Ramon Laguarta é o CEO da PepsiCo.

## História
A empresa foi criada em 1965 como resultado da fusão entre a Pepsi e a Frito-Lay.

## Produtos
Seus principais produtos são a bebida homônima à sua empresa, Pepsi, o repositor Gatorade e os salgados Elma Chips. A PepsiCo está entre as cinquenta maiores empresas do mundo e no Brasil alguns de seus produtos são distribuídos pela Ambev. Em novembro de 2011 o grupo comprou, em sua totalidade, as indústrias de biscoito da Mabel, com a intenção de reforçar o portfólio de produtos do conglomerado americano no Brasil.

## Marcas
- Mountain Dew
- Pepsi
- Gatorade
- Mirinda
- Seven Up
- Lipton Ice Tea
- Toddy
- Toddynho
- Quaker Oats
- Elma Chips
- Cheetos
- H2OH!
- Teem
- Lucky
- Frutzzz
- Canereta Loca (México)
- Doritos
- Lay's